# 卡德納斯灣
卡德納斯灣是古巴的海灣，位於該國北岸，由馬坦薩斯省負責管轄，長29公里、寬19公里，面積250平方公里，北面是伊卡科斯半島，東北面以薩瓦納-卡馬圭群島為界。
23°05′35″N 81°09′55″W / 23.09306°N 81.16528°W